# ヤヴェルランディア
ヤヴェルランディア（Yaverlandia）は、獣脚類恐竜の属である。イギリスワイト島の上部白亜系の地層から発見された頭骨の部分的な化石のみが知られており、パキケファロサウルス科の最初期のメンバーとして記載された。しかしDarren Naishによるその後の研究により現在では実は獣脚類で、おそらくはマニラプトル類（en）であるとされている。.属名は発見地であるYaverland Pointにちなんでいる。

## 参照
1. ↑  Naish, Darren; and Martill, David M. (2008). “Dinosaurs of Great Britain and the role of the Geological Society of London in their discovery: Ornithischia”. Journal of the Geological Society, London 165 (3):  613–623. doi:10.1144/0016-76492007-154.

- Sullivan, R.M. 2006. A taxonomic review of the Pachycephalosauridae (Dinosauria: Ornithischia). New Mexico Museum of Natural History and Science Bulletin 35:347-365.
- BBC: Dinosaurs of The Isle of Wight - Ornithischians